# Rivula dipterygosoma
Rivula dipterygosoma är en fjärilsart som beskrevs av Willie Horace Thomas Tams 1935. Rivula dipterygosoma ingår i släktet Rivula och familjen nattflyn. Inga underarter finns listade.